# Sào Hồ, An Huy
Sào Hồ (chữ Hán giản thể: 巢湖市, bính âm: Cháohú Shì, Hán Việt: Sào Hồ thị) là một địa cấp thị cũ của tỉnh An Huy, Cộng hòa Nhân dân Trung Hoa. Địa cấp thị Sào Hồ có diện tích 9423 km², dân số 4.539.600 người, GDP 24,975 tỷ nhân dân tệ, GDP đầu người 5553 nhân dân tệ (2003). Về mặt hành chính, địa cấp thị Sào Hồ được chia thành các đơn vị hành chính gồm 1 quận, 5 huyện. 
- Quận Cư Sào (居巢区)
- Huyện Hàm Sơn (含山县)
- Huyện Vô Vi (无为县)
- Huyện Lư Giang (庐江县)
- Huyện Hòa (和县)
- Huyện Thái Hòa (太和县)

Ngày 22 tháng 8 năm 2011, chính quyền tỉnh An Huy đã công bố một quyết định gây tranh cãi. Theo đó, địa cấp thị Sào Hồ giải thể, phân thành ba phần và sáp nhập vào các địa cấp thị lân cận là Hợp Phì, Mã An Sơn và Vu Hồ. Khu Cư Sào cũ được đổi tên thành Sào Hồ và trở thành một huyện cấp thị thuộc Hợp Phì.